# Mikroplasty

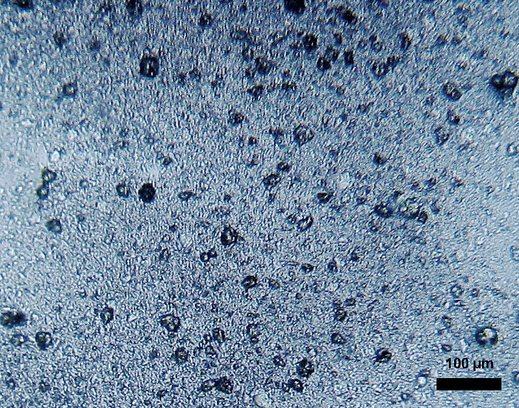
Ukázka částic polyetylenu (PE), obsažených v zubní pastě

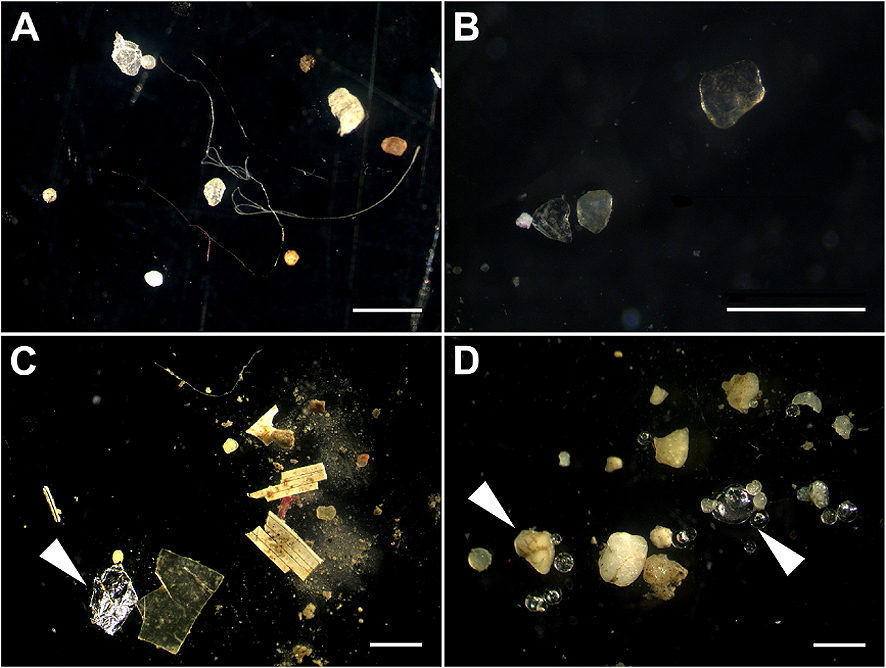
Mikroplasty nalezené v sedimentu řeky Labe (A), Mosely (B), Neckaru (C) a Rýnu (D)

Mikroplasty je obecné označení, užívané pro různorodé úlomky plastů o velikosti od 100 nanometrů či od 1000 nanometrů (podle různých definic) až po 5 milimetrů, které se vyskytují ve vodě, v půdě i ve vzduchu jako součást jejich znečištění. Je to směs vláken, kuliček či zlomků nepravidelného tvaru, z nichž část je záměrně v takové podobě vyráběna (primární mikroplasty), ale většina vzniká postupným nalámáním, fragmentací větších kusů plastů (sekundární mikroplasty). Tyto mikroplasty se posléze hromadí v oceánech (často na dně), kde by mohly ohrožovat tamní životní prostředí. Ohroženi jsou například filtrátoři. Rověž existují vědecké studie, které potvrzují, že kumulace mikroplastů ve vodě ohrožuje životní prostředí. Degradace plastů v prostředí probíhá rychlostí několik µm/rok (biodegradabilní plasty rychleji), takže menší mikroplasty se rozloží i během měsíce. Menší částečky se nazývají nanoplasty.

## Členění mikroplastů
Primární mikroplasty se přidávají do nátěrových barev nebo zcela běžné kosmetiky (zubní pasty, mýdla, šampony, čisticí mléka a jiné). Přidávají se jako abrazivum či pro zlepšení viskozity či vzhledu. Sekundární vznikají zejména mechanickým otěrem pneumatik a opotřebováním plastových tkanin.

## Zdroje znečištění
Sedimenty na dně oceánů ukazují, že míra usazování mikroplastů se zdvojnásobuje přibližně každých 15 let (podobně jako výroba plastů) již od poloviny 20. století. Od té doby jsou také mikroplasty nacházeny v rybách. Hlavním zdrojem plastů v oceánech jsou patrně řeky, ale jejich role se i přeceňuje. Avšak stanovování míry znečištění mikroplasty se podceňuje, pokud se v moři ke stanovování znečištění používají sítě.
Mikroplasty nejsou zamořeny jen oceány, ale i ovzduší. Například v Londýně, jenž je evropským městem s vůbec největší koncentrací mikroplastů v ovzduší, na jeden metr čtvereční dopadlo v průběhu 24 hodin 575–1008 mikroplastových částeček. Důkazem toho, že mikroplasty cirkulují v ovzduší po celém světě je i fakt, že byly nalezeny dokonce i ve sněhu v Arktidě a Antarktidě. Mohly by tak ovlivňovat i klima díky vlivu na tvorbu mraků a deště. Mikroplasty inhalujeme i ve vnitřních prostorách jako jsou místnosti či auta.
Mikroplasty jsou přítomné i v mořských plodech či rybách. Mikroplasty menší než mikrometr efektivně kumulují kořeny i plodiny. Do rostlin se dostávají i listy. Mikroplasty velikosti okolo 2 µm byly nalezeny v ovoci a zelenině. Mikroplasty se vyskytují i ve zpracovaných potravinách. Obsahuje je například pivo, med, cukr či sůl.
Roku 2023 byly nalezeny mikroplasty (chlorovaný polyethylen a Ca/Zn PVC stabilizátor velikosti 10 až 50 μm) v plodové vodě (stearan sodný pak v placentě).

### Oblečení
Jedno praní uvolní do vody stovky tisíc částic mikroplastů.

### Nádoby a obaly
Mikroplasty uvolňují i plasto-celulózové čajové sáčky při luhování čaje (papírové sáčky ovšem uvolňují bělidla).

### Čistírny odpadních vod
Čistírenský kal se ale tradičně používá například ke hnojení polí, čímž se do půdy a vody dostávají mikroplasty. Mikroplasty migrují i v sedimentech. Dle zjištění společnosti Orb Media je „přes 80 procent kohoutkové vody ve světě kontaminováno mikročásticemi plastů“. Nicméně pokud se konzumuje balená voda, tak se v USA zkonzumuje o 90 000 mikroplastických částic více než z kohoutové vody. Například i plastové nádoby pro kojence uvolňují mikroplasty a to více s teplotou.

### Kosmetika
V ČR je průměrná koncentrace mikroplastů v povrchové vodě necelé 4 částice na litr. Temže v Londýně obsahuje přes 80 mikroplastů na litr. Významným znečišťovatelem bývala zubní pasta. Jedna dávka zubní pasty (1,6 gramu) obsahuje 4000 plastových částic, ale čistírny odpadních vod jsou schopny zadržet až 99,9 % mikroplastů. Na mikroplastech ale přežívají patogeny proces čištění.

### Doprava
Silniční dopravní prostředky výrazně přispívají ke znečištění vody a půdy mikroplasty. Přibližně polovina mikroplastů, které se dostanou do vody pochází z pneumatik. Částečky, které z pneumatik odírají při kontaktu s povrchem, obsahují různé sloučeniny, včetně řady toxických látek. Zahrnují těžké kovy jako je kadmium a zinek, ale také organické látky jako antioxidant 6-PPD. Problémem oděru pneumatik tak nejsou pouze samotné částice, které zůstávají v životním prostředí po dlouhou dobu a chovají se jako jiné mikroplasty, ale zároveň toxické látky, které se z částit uvolňují, a interagují s vodními organismy. Toxické látky mohou podporovat tvorbu takzvaných volných radikálů, a podporovat tak oxidační stres, způsobovat genetické změny a měnit jejich imunitní reakce. Mohou tak ovlivnit potravní chování, reprodukci a přežití řady vodních druhů rostlin i zvířat.

Legislativní zákaz používání mikrokuliček (státy vyznačeny zeleně)

## Rizika pro zdraví
Lidé průměrně za den vdechnou tisíce částic mikroplastů (přes 2 milióny částic v Číně) a pozřou desítky mg (v jihovýchodní Asii až 500 mg za den).
Existuje řada studií poukazujících na to, že mikroplasty při vniknutí do plic vyvolávají zánětlivé reakce, projevující se dušností a kašlem a v případě dlouhodobě vysoké expozice mohou způsobit až zjizvení plic.
Větší mikroplasty projdou tělem, ale menší (než 1 µm) se mohou dostat i do krve. Mikroplasty tak byly nalezeny v lidské krvi. Hematoencefalická bariéra nezabrání malým mikroplastům, aby se z potravy nedostaly do mozku a tam působit neurotoxicky. Průměrně půl procenta hmotnosti vzorků mozku tvořily v roce 2024 plasty a to většinou polyethylen. Parkinsonova nemoc tak může být způsobována nanoplasty vznikajícími z mikroplastů. U myší se konzumované mikroplasty během několika hodin dostaly do mozku a snížily paměť a motoriku.
Trávicí soustava je hlavní místo v těle, kde se ukládají mikroplasty. Ze střev pak putují do jiných orgánů (ledvin, jater či mozku). Chronická respirační onemocnění, chronické střevní záněty či jaterní cirhóza mohou s mikroplasty také souviset.
Mikroplasty uvolňované z obalů potravin mohou být obezogen, například z obalů na jídlo odnášené s sebou, obvykle z restaurací rychlého občerstvení.

## Prevence
Mikroplasty ale lze z vody odstraňovat pomocí přírodních rozpouštědel. USA zakázaly používání plastových mikrokuliček. Ve Velké Británie od roku 2018 platí zákon, zakazující prodej kosmetických přípravků, obsahujících mikroplasty. Roku 2019 byl navržen zákaz přidávaných mikroplastů i pro EU. Bude implementován pod REACH.